# Canadair CL-215
Vous lisez un « bon article » labellisé en 2023.
Dimensions
Le Canadair CL-215 est un hydravion à coque amphibie bimoteur conçu au Canada. C'est le premier avion conçu spécifiquement pour le rôle de bombardier d'eau pour la lutte contre les feux de forêt, rôle pour lequel n'existaient précédemment que des avions militaires ou des avions de ligne convertis. Sa conception, tant aérodynamique que structurelle, est entièrement guidée par les exigences de cette mission particulière. Étant amphibie, il possède la capacité d'écoper, c'est-à-dire de frôler la surface d'un lac ou de la mer pour remplir ses réserves d'eau en quelques secondes, ce qui lui vaut le surnom de scooper (ou parfois skimmer) dans les pays anglophones. Cette faculté permet des rotations bien plus rapides que pour un avion classique, qui doit se poser dans un aérodrome pour se ravitailler après chaque largage.
Le Canadair CL-215 a trouvé des clients dans une dizaine de pays. Selon les cas, les utilisateurs sont des armées de l'air, des services de sécurité civile, des marines militaires, ou des entreprises privées qui agissent comme prestataire des États. Un total de 125 exemplaires est construit entre 1966 et 1989, dans l'usine Canadair de Montréal. Son successeur est le Canadair CL-415 qui reprend sa conception générale, avec de nombreuses améliorations, particulièrement en matière d'avionique. Le CL-215 a connu une longue carrière, étant encore utilisé dans plusieurs pays, et est devenu emblématique de la lutte contre les incendies de forêt. Son succès est illustré par le fait qu'en France, le mot Canadair a été lexicalisé dans le sens de « bombardier d'eau ». Quelques exemplaires sont cependant utilisés dans d'autres rôles : transport vers des sites miniers isolés, sauvetage et police en mer.
Cet appareil a d'abord été conçu et produit par la société Canadair, qui appartient à l'époque au groupe General Dynamics. Canadair est nationalisée en 1976, puis vendue en 1986 au groupe Bombardier qui continue le programme et lance le CL-415. Après la revente de la plupart de ses actifs aéronautiques par Bombardier, la maintenance des CL-215 et 415 est maintenant assurée par Viking Air, qui prévoit de livrer une troisième génération d'appareils à partir de 2026.

## Historique

### Canadair

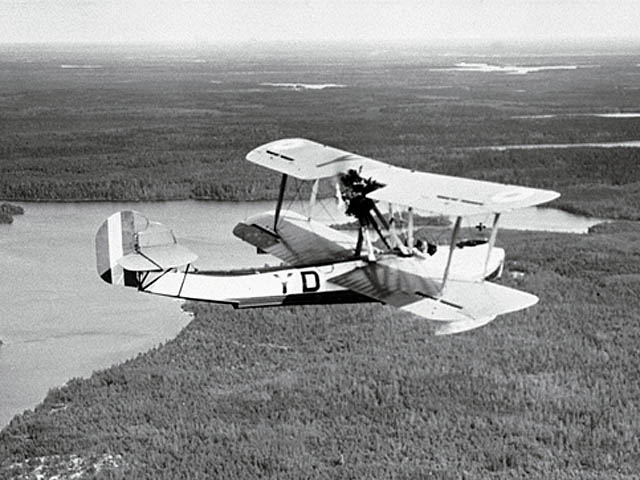
Le Canadian Vickers Vedette, premier avion conçu au Canada.

En 1911, le puissant groupe britannique Vickers (actif à cette époque dans la fonderie, la construction navale et l'armement) crée une division canadienne, Canadian Vickers, dont le chantier naval à Maisonneuve est inauguré fin 1912. En 1923, Canadian Vickers devient aussi un constructeur aéronautique, produisant l'hydravion Vickers Vicking (à ne pas confondre avec l'avion de ligne Vickers VC.1 Viking d'après-guerre) conçu par la maison-mère. Un peu plus tard, l'entreprise produit le Canadian Vickers Vedette, hydravion plus petit que le précédent, qui est de sa propre conception. Ces appareils sont beaucoup utilisés pour cartographier les zones encore mal connues du Nord canadien.
Après avoir produit au cours des années 1920 et 1930 de petites séries d'avions (essentiellement des modèles américains ou britanniques sous licence), presque exclusivement pour les besoins de l'armée et des agences gouvernementales du pays, Canadian Vickers est chargé, pendant la Seconde Guerre mondiale, de produire l'hydravion à coque Consolidated PBY Catalina sous licence. Pour cela, une immense usine est construite dans le quartier Saint-Laurent de Montréal, et la production du Catalina, désigné sous le code Canso, commence en 1943. En 1944, l'activité aéronautique de Canadian Vickers est nationalisée sous le nom Canadair, pour la production du Canso et du North Star (version canadienne du Douglas DC-4).
Pendant les deux décennies séparant la fin de la guerre du premier vol du CL-215, Canadair continue à produire des avions généralement issus de licences de modèles américains ou britanniques (à l'exception notable du CL-41 Tutor d'entraînement, sa propre création), et majoritairement pour les besoins militaires du pays. Sont ainsi produits le CC-109 Cosmopolitan, bimoteur de transport (issu du Convair CV-240), le CL-28 de patrouille maritime (issu du Bristol Britannia), le CL-44 cargo (également dérivé du Britannia), ainsi que les chasseurs Sabre, CF-104 et CF-5.

### Début des bombardiers d'eau

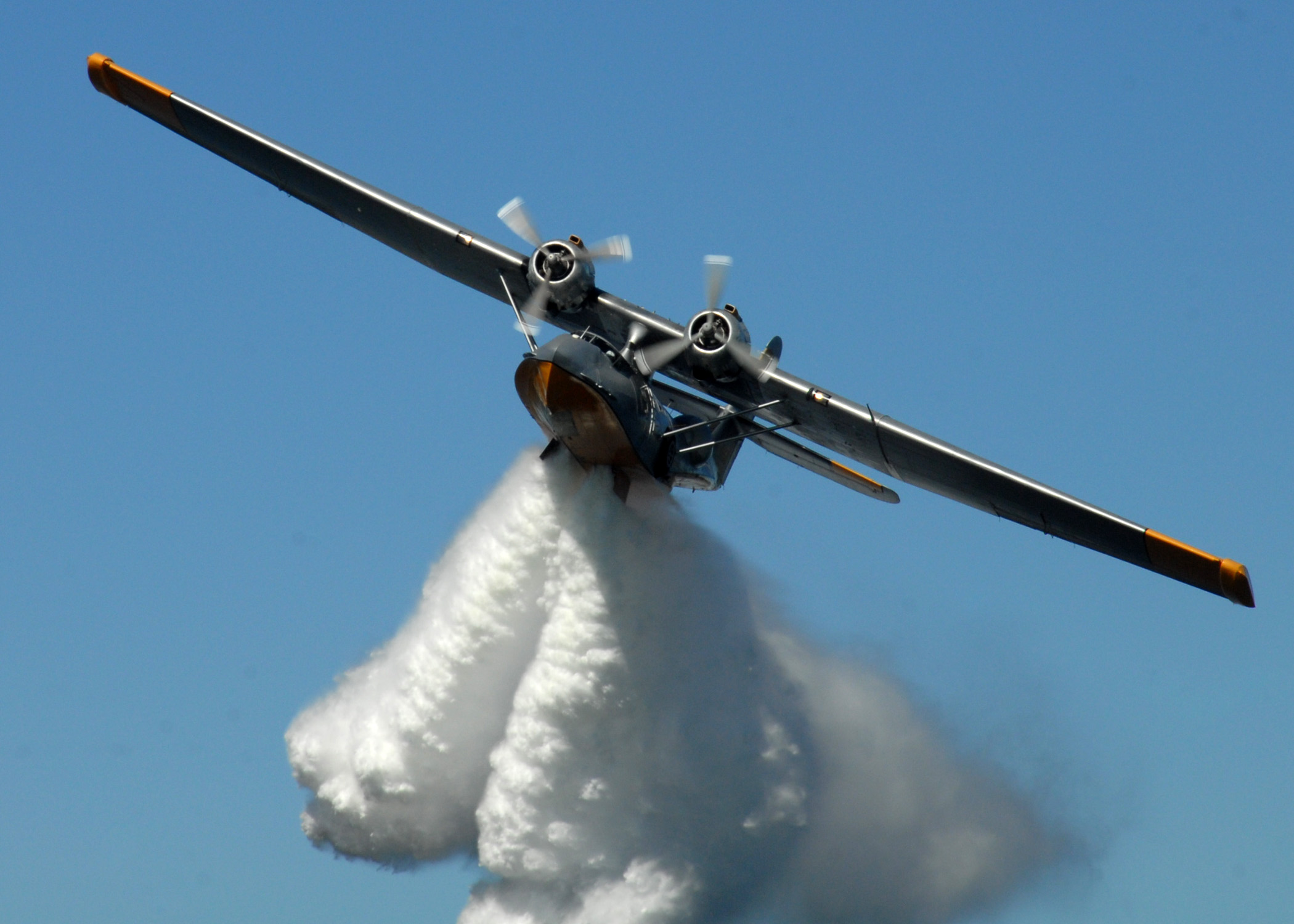
Le Catalina : un hydravion de la Seconde Guerre mondiale dont la conversion en bombardier d'eau a donné satisfaction.

Les premiers avions bombardiers d'eau sont utilisés par les pompiers californiens au cours de la deuxième moitié des années 1950. Les avions convertis pour cet usage sont des appareils hérités de la Seconde Guerre mondiale, de types variés, dont des bombardiers B-17 et des hydravions Consolidated PBY Catalina, ou, plus surprenant, un Northrop F-15 Reporter. Très rapidement, les bombardiers d'eau se révèlent des outils précieux. L'expérience californienne fait école dans les années suivantes. Ainsi, en 1963, la France dispose à son tour de PBY Catalina convertis en bombardiers d'eau, basés dans les Bouches-du-Rhône, à Marignane.
En Colombie-Britannique, quatre Martin M-170, puissants hydravions quadrimoteurs de transport hérités, eux aussi, de la Seconde Guerre mondiale (et sauvés in extremis de la ferraille), sont convertis en bombardiers d'eau et remis en service à partir de 1960. Ces appareils sont pendant des décennies les plus gros bombardiers d'eau du monde, ils sont retirés au cours des années 2010. Un autre warbird dont la conversion en bombardier d'eau se montre réussie est le bombardier moyen North American B-25 Mitchell, utilisé dans plusieurs États américains.
Les hydravions, comme les Catalina et les M-170, ont un avantage considérable dans le rôle de bombardier d'eau. Les avions « terrestres » doivent, après chaque largage d'eau, venir se poser sur un aérodrome pour se ravitailler. Les hydravions, eux, peuvent se ravitailler par une méthode appelée « écopage » : il s'agit de venir frôler la surface d'un lac ou de la mer, sans s'arrêter, pour remplir les réservoirs. Cela permet des rotations plus rapides.

### Lancement du projet
À partir de 1960, Canadair réfléchit à la construction d'un avion spécifiquement conçu pour ce rôle. Le besoin se précise en 1963 : les services forestiers canadiens émettent une requête pour un bombardier d'eau amphibie. Canadair, avant de s'arrêter sur ce qui deviendra le CL-215, étudie différentes configurations d'appareils, dont un hydravion à flotteurs bipoutre.
La société Canadair propose alors un appareil pouvant emporter 5 100 litres d'eau et 320 litres de produit retardant. Il dispose de deux écopes situées derrière le redan de coque qui permettent de remplir les soutes en une dizaine de secondes par « écopage ». La hauteur de largage peut varier de 30 à 70 mètres par rapport au niveau du sol. Le CL-215 peut également être configuré pour des missions de patrouille ou sauvetage en mer, ainsi que pour le transport de passagers (15 à 19 personnes, ou 9 blessés sur civières).
Début 1966, Canadair annonce le lancement de la production, ayant enregistré des commandes pour trente exemplaires, vingt pour le gouvernement provincial du Québec, et dix commandés par la France pour équiper la sécurité civile.

### Production
Le premier avion porte l'immatriculation CF-FEU-X et sort d'atelier le 11 septembre 1967. Canadair ne le considère pas comme un prototype, il est soumis aux essais de certifications et à des modifications mineures avant d'être livré à la sécurité civile française. Le vol inaugural du CL-215 a lieu le 23 octobre 1967 et le premier déjaugeage le 2 mai 1968. La certification canadienne est obtenue le 9 mars 1969 et les livraisons pour la France et le Canada commencent cette même année,.
La production du CL-215 s'étale sur deux décennies : les 125 appareils sortent d'usine de 1969 à 1989. L'assemblage se fait dans l'usine principale de Canadair, à Saint-Laurent, arrondissement de Montréal.

### Bombardier, puis Viking Air et DHC
En 1986, le groupe Bombardier fait l'acquisition de Canadair, ce qui lui permet de créer sa division aéronautique, Bombardier Aéronautique. Une deuxième génération de bombardiers d'eau, le CL-415, est produite de 1993 à 2015. Aux prises avec des difficultés financières, Bombardier se sépare de ses activités aéronautiques au milieu des années 2010, à l'exception des avions d'affaires. Tandis que le programme CSeries est cédé à Airbus (devenant l'Airbus A220), et que les avions régionaux Bombardier Q Series passent sous une nouvelle entité qui reprend le nom de Havilland Canada, les avions utilitaires (Twin Otter et bombardiers d'eau) sont repris par Viking Air qui devient propriétaire des certificats de type et assure le service après-vente. Viking air modernise aussi quelques avions au standard CL-415EAF. Viking Air est absorbé par de Havilland Canada début 2022. Quelques semaines plus tard est annoncé le lancement d'une troisième génération de bombardiers d'eau, qui ne s’appellera donc plus Canadair mais DHC (DHC-515), et dont l'assemblage se fera désormais à Calgary. Cet appareil a été commandé par un groupe de pays européens et par l'Indonésie avec une mise en service prévue vers 2030,.

## Caractéristiques
Le CL-215 est un hydravion à coque bimoteur à aile haute. Sa conception est complètement dirigée par les contraintes de la mission de bombardier d'eau : bonne vitesse ascensionnelle, maniabilité à basse vitesse, résistance aux contraintes hydrodynamiques lors de l'écopage, disponibilité opérationnelle. À certains égards, sa conception reprend des idées du Catalina, dont la conversion en bombardier d'eau avait été particulièrement réussie. Le Catalina avait d'ailleurs été produit sous licence par Canadian Vickers, entreprise absorbée par Canadair en 1944.

### Motorisation
Au début du programme, Canadair hésite beaucoup sur le type de motorisation à utiliser. S'il est évident dès le départ que l'avion doit être à hélices, le choix entre le turbopropulseur et le moteur à pistons est complexe, et relève d'un compromis entre plusieurs variables techniques et économiques. Une troisième solution est aussi envisagée : un moteur à piston rotatif de type Wankel, mais cette technologie manquant de maturité est vite écartée. Perçu dans les années 60 comme très prometteur, le moteur Wankel ne s'est finalement jamais imposé, que ce soit en aviation ou automobile.
Le turbopropulseur offre un bien meilleur rapport puissance/poids, mais il est plus coûteux et consomme plus que le moteur à piston. Cet écart de consommation est nettement plus important en basse altitude et, vu sa mission, le CL-215 n'est presque jamais amené à monter en altitude (il n'est d'ailleurs pas pressurisé). Finalement, il est décidé d'utiliser un moteur à pistons, à savoir le Pratt & Whitney R-2800 Double Wasp, utilisé par de nombreux appareils de la Seconde Guerre mondiale (comme le Martin B-26 Marauder), associé à une hélice tripale. Les derniers R-2800 sortent d'usine en 1960. Le CL-215 présente donc l'originalité d'avoir été conçu avec un moteur qui n'était déjà plus produit. La production de Double Wasp avait été massive pendant le conflit, et il en restait des stocks énormes, la disponibilité ne suscitait donc aucune inquiétude. En outre, un R-2800 reconditionné ou même neuf de stock ne coûtait qu'une fraction du prix d'un turbopropulseur neuf de puissance équivalente.
Malgré sa robustesse proverbiale, ce moteur pose un problème majeur plus tard dans la carrière de l'avion : il nécessite une essence aviation à haut indice d'octane de type 100LL. Ce carburant est polluant (il contient du plomb) et devient, au fil des années, de plus en plus coûteux et difficile à obtenir : de nombreuses raffineries ont arrêté sa production, de moins en moins d'aéroports le distribuent. C'est la principale raison qui motive, à partir de la fin des années 1980, la remotorisation de certains CL-215 avec des turbopropulseurs Pratt & Whitney Canada PW123AF, proches de ceux équipant nombre d'avions régionaux (dont les Bombardier Q Series produits par le même groupe). Ces CL-215 « turbinisés » sont désignés CL-215T. Les Canadair de nouvelle génération, les CL-415, reçoivent directement ce turbopropulseur.
Comme il est de règle sur les hydravions à coque, les moteurs sont placés très haut : au-dessus des ailes elles-mêmes en position haute. Cette disposition permet de minimiser leur exposition à des paquets d'eau lors de l'amerrissage, du déjaugeage et de l'écopage. Elle n'est cependant pas optimale pour ce qui est de la stabilité de l'appareil en vol, car elle place l'axe d'exercice de la poussée bien au-dessus de celui de la traînée.

### Hélices
Associées aux moteurs R-2800, les hélices sont des Hamilton Standard 43E60 à trois pales, dont le pas est variable hydrauliquement. Leur diamètre est de 463 cm. L'inclinaison des pales est ajustée selon la vitesse de vol, et peut être inversée pour exercer une force de freinage à l'atterrissage (comme le feraient les inverseurs de poussée sur un avion à réaction). En cas de panne d'un moteur, l'hélice peut aussi être mise « en drapeau », c'est-à-dire inclinée de façon à générer le moins de traînée. Les hélices 43E60 se rencontrent notamment sur les Lockheed L-1049 Super Constellation et Douglas DC-6,.
Sur les versions à turbopropulseurs, disposant d'une puissance accrue, les hélices ont quatre pales. Ce sont des Hamilton Standard 14SF-19 d'un diamètre de 397 cm. Des hélices de la même famille se rencontrent sur des avions de transport régionaux, le Dash 8 est ainsi équipé d'hélices 14SF-23.

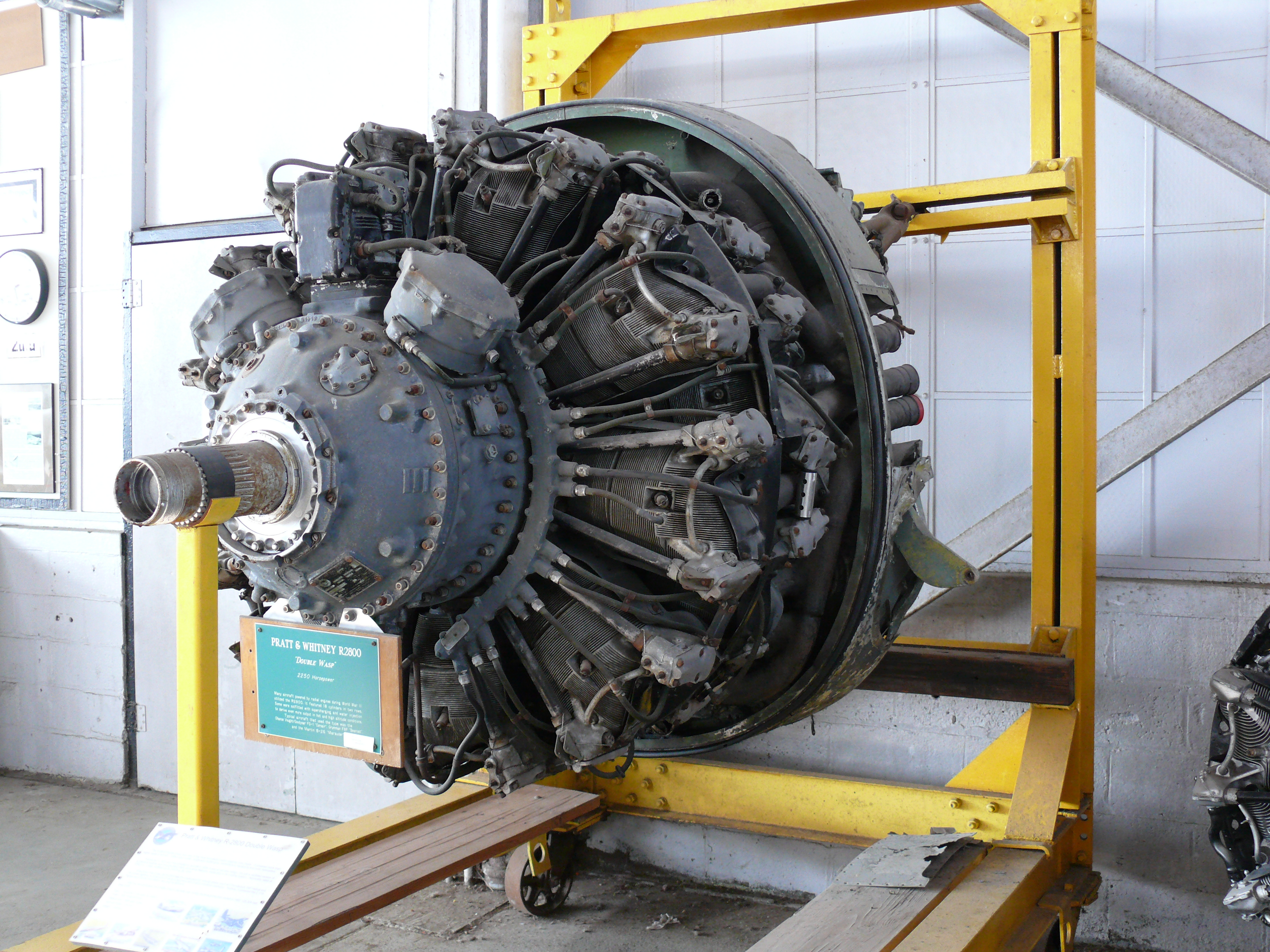
Pratt & Whitney R-2800 Double Wasp : un 18 cylindres en double étoile de 46 litres.
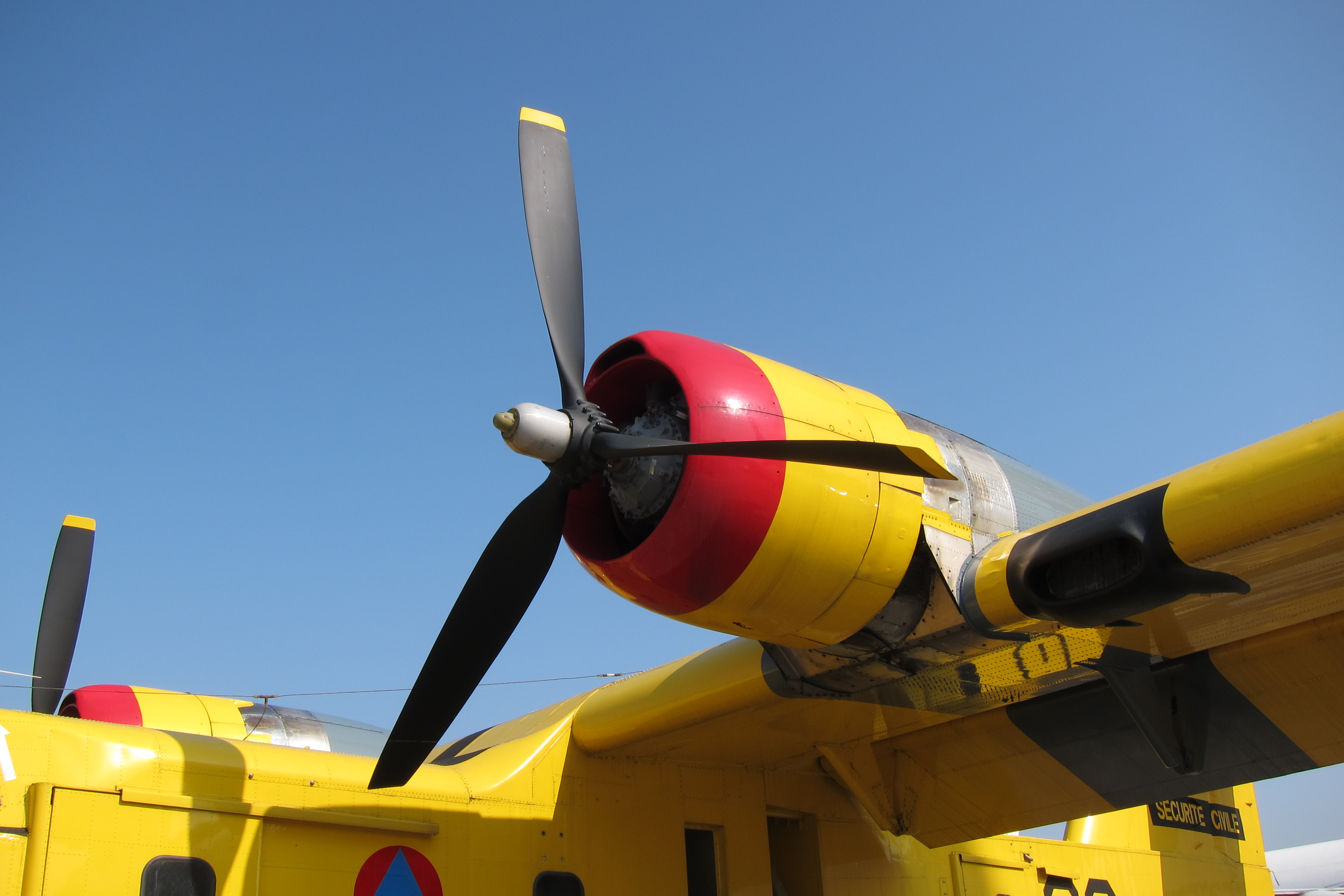
Nacelle moteur et hélice tripale sur un CL-215.
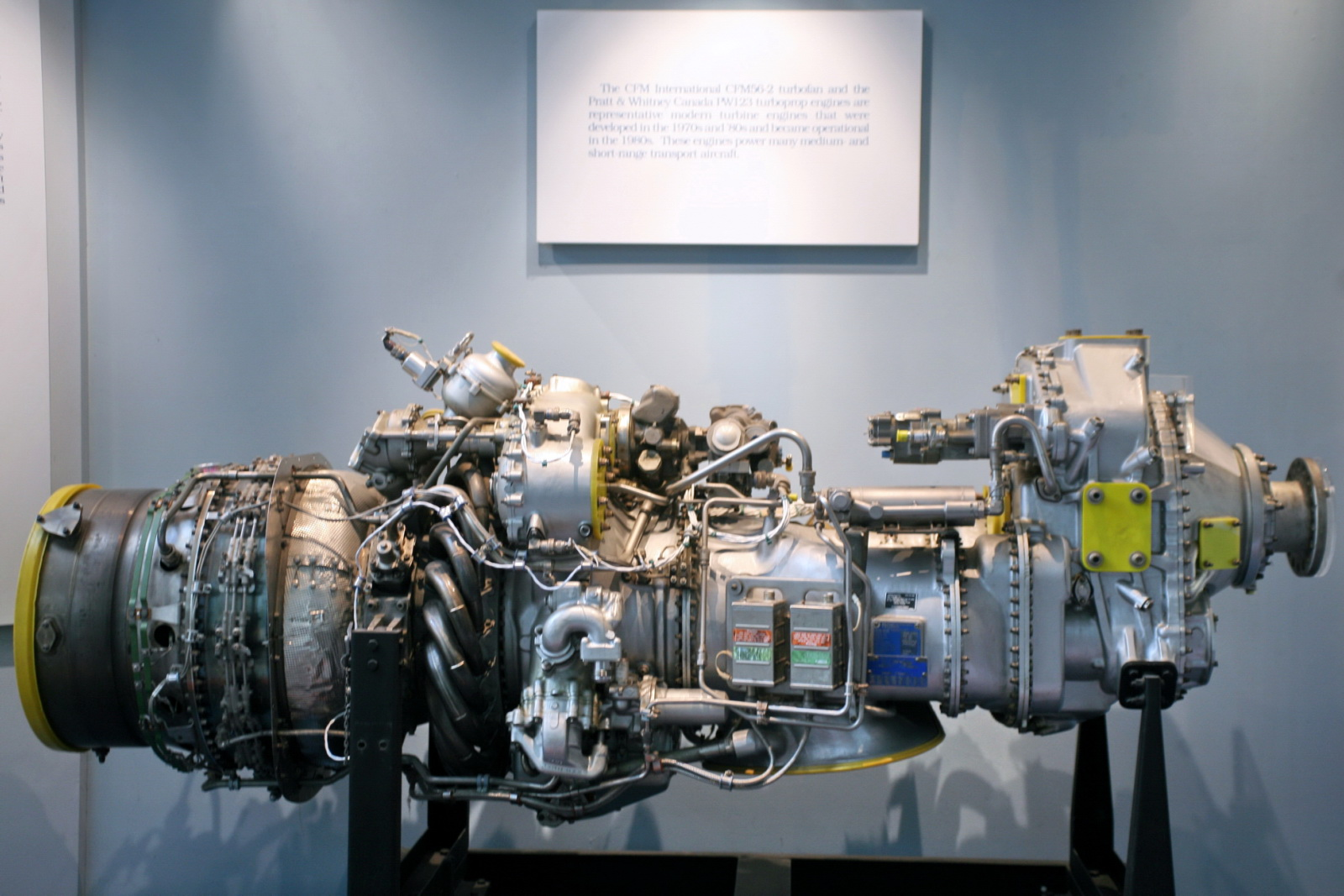
Moteur PW123 en exposition.
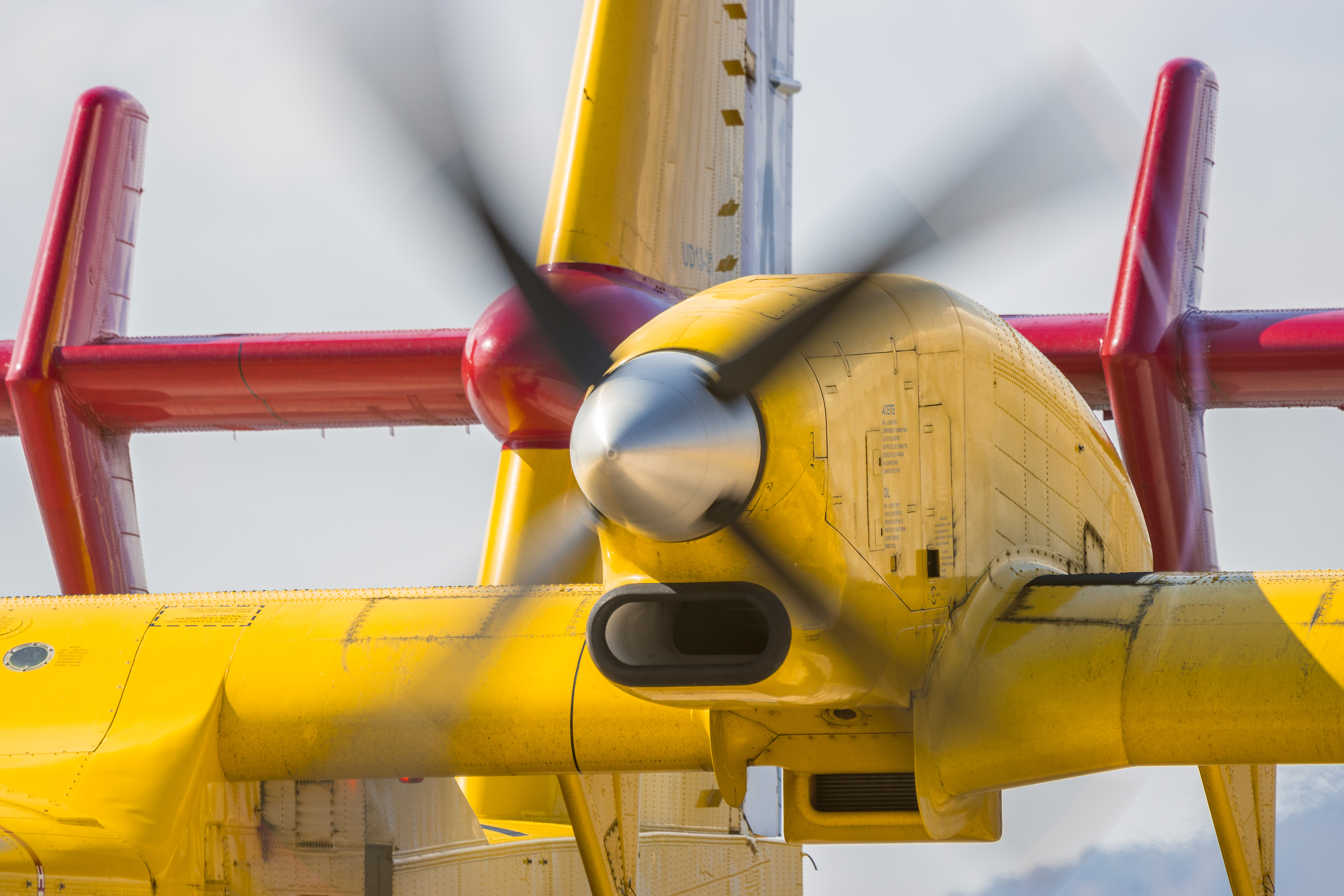
Nacelle moteur et hélice quadripale sur un CL-215T.

### Conception aérodynamique et contrôles
Le largage de l'eau se fait à 170-200 km/h, volets déployés, à une altitude qui peut descendre jusqu'à 30 mètres. Cela impose que l'avion reste parfaitement maniable à une vitesse très faible, et ce même en présence d'un vent latéral par exemple. Or, les efforts exercés sur les surfaces de contrôle d'un avion sont, en première approximation, quadratiques de la vitesse de l'avion ; les surfaces de contrôle du CL-215 ont donc dû être dimensionnées en conséquence.

### Fuselage
L'écopage, c'est-à-dire le ravitaillement en eau de l'appareil, se fait en frôlant la surface d'un lac ou de la mer, pendant une dizaine de secondes, à une vitesse de 150 km/h, l'eau est admise par des ouvertures sous la coque. En dix secondes, l'avion admet cinq tonnes d'eau. Cette opération soumet la coque de l'appareil à des contraintes hydrodynamiques très violentes, et la nécessité de supporter ces contraintes mène à la conception d'un fuselage très robuste.

### Flotteurs d'appoint
Comme la plupart des hydravions à coque, le CL-215 possède deux flotteurs auxiliaires, suspendus sous la partie externe des ailes, qui lui évitent de chavirer lorsqu'il flotte. Ils sont conçus volontairement comme peu résistants aux chocs : ainsi, si l'un des flotteurs percute un obstacle, il est arraché de l'avion, au lieu de transmettre le choc à l'aile.

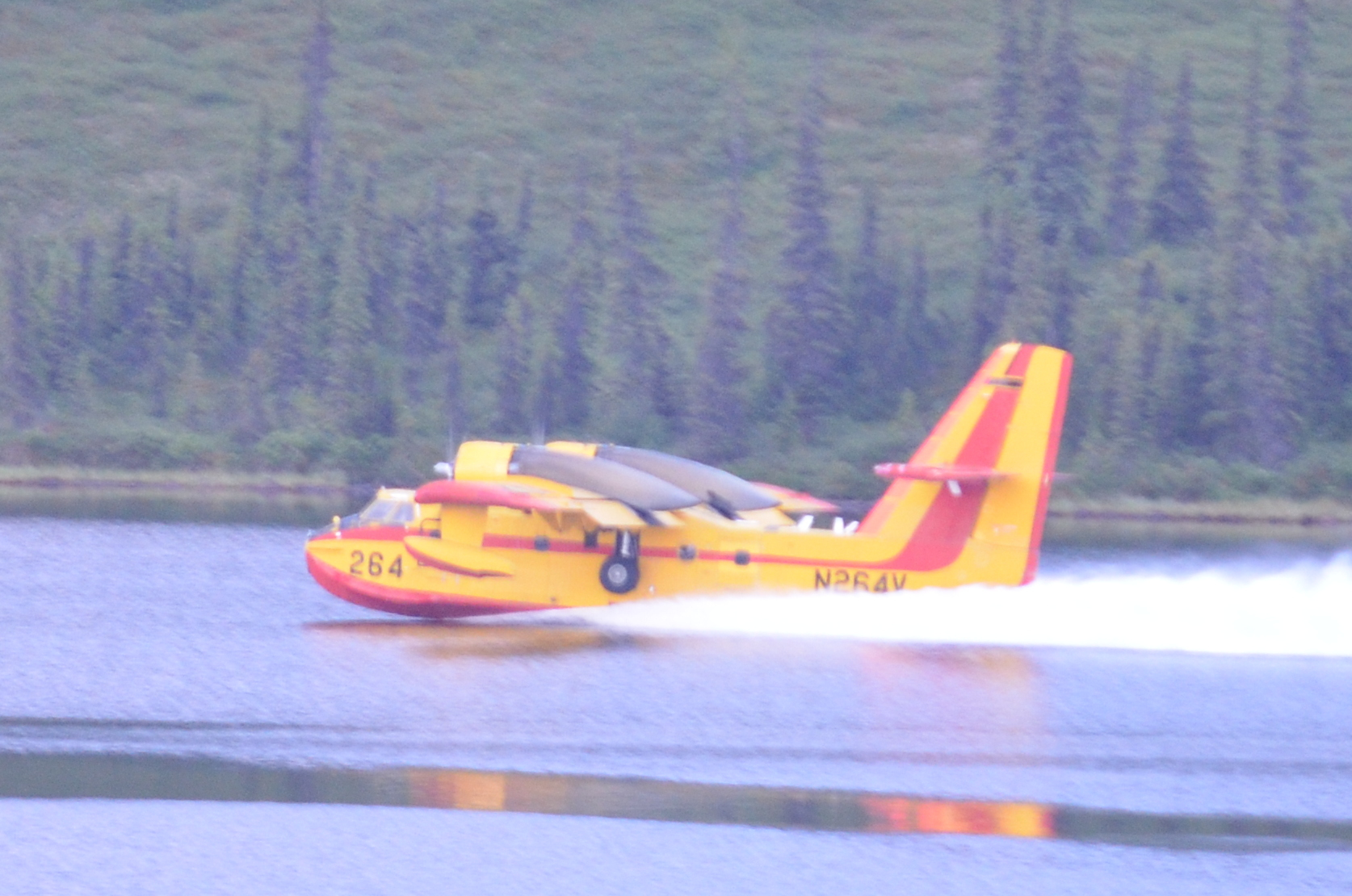
Le fuselage est conçu pour résister à l'écopage.
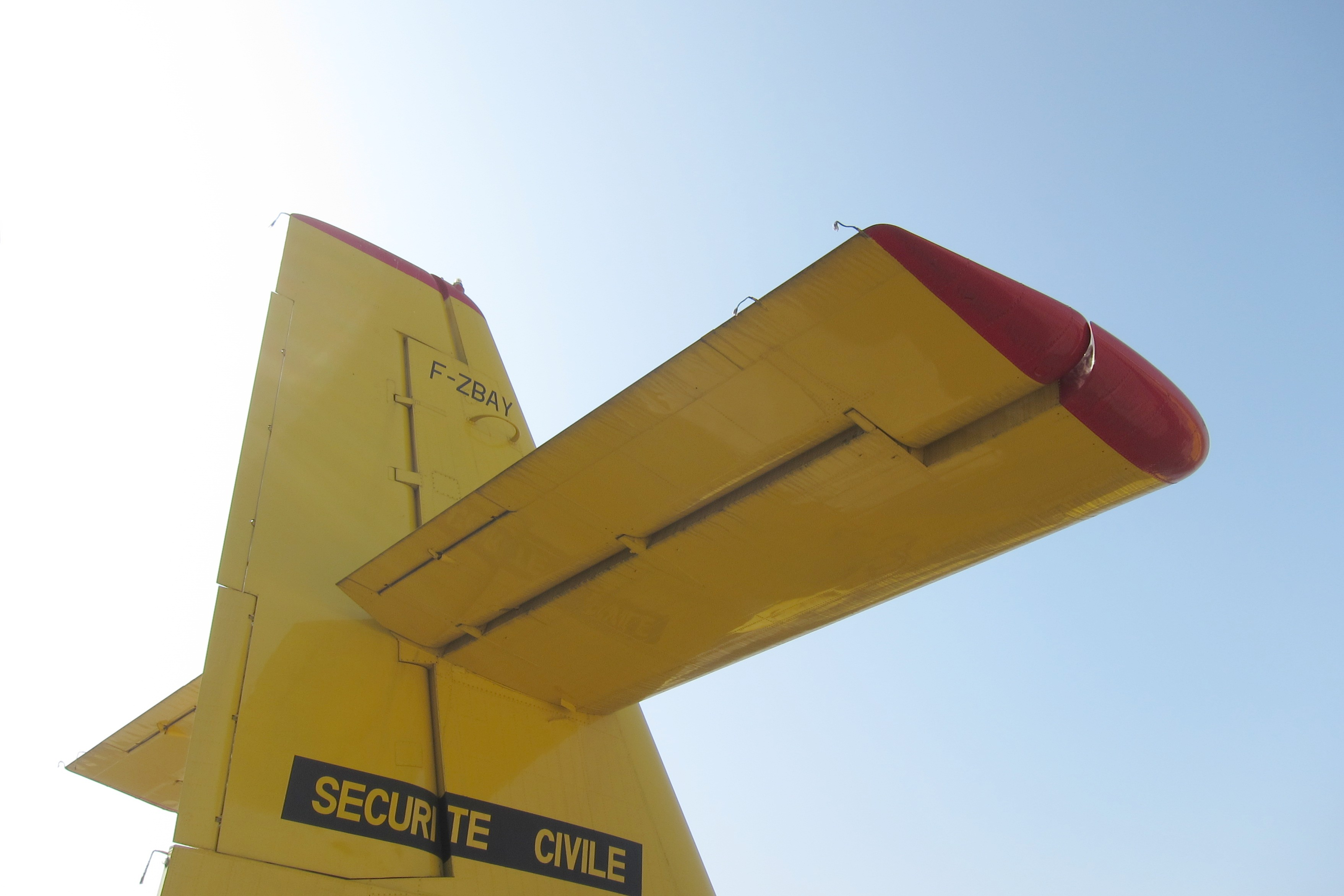
Les surfaces de contrôle de l'empennage.
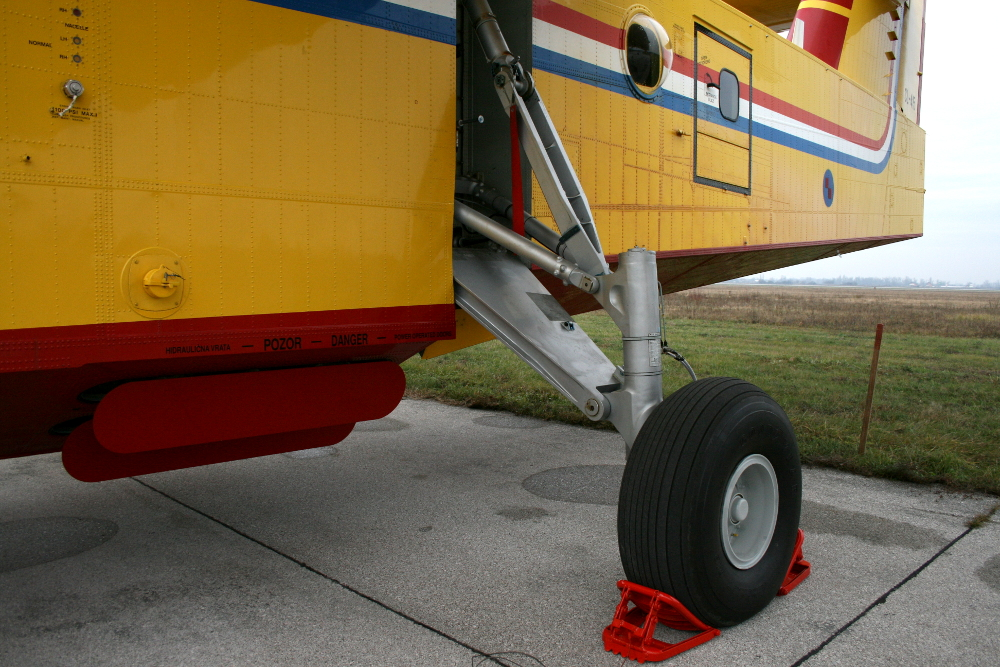
Le train déplié.
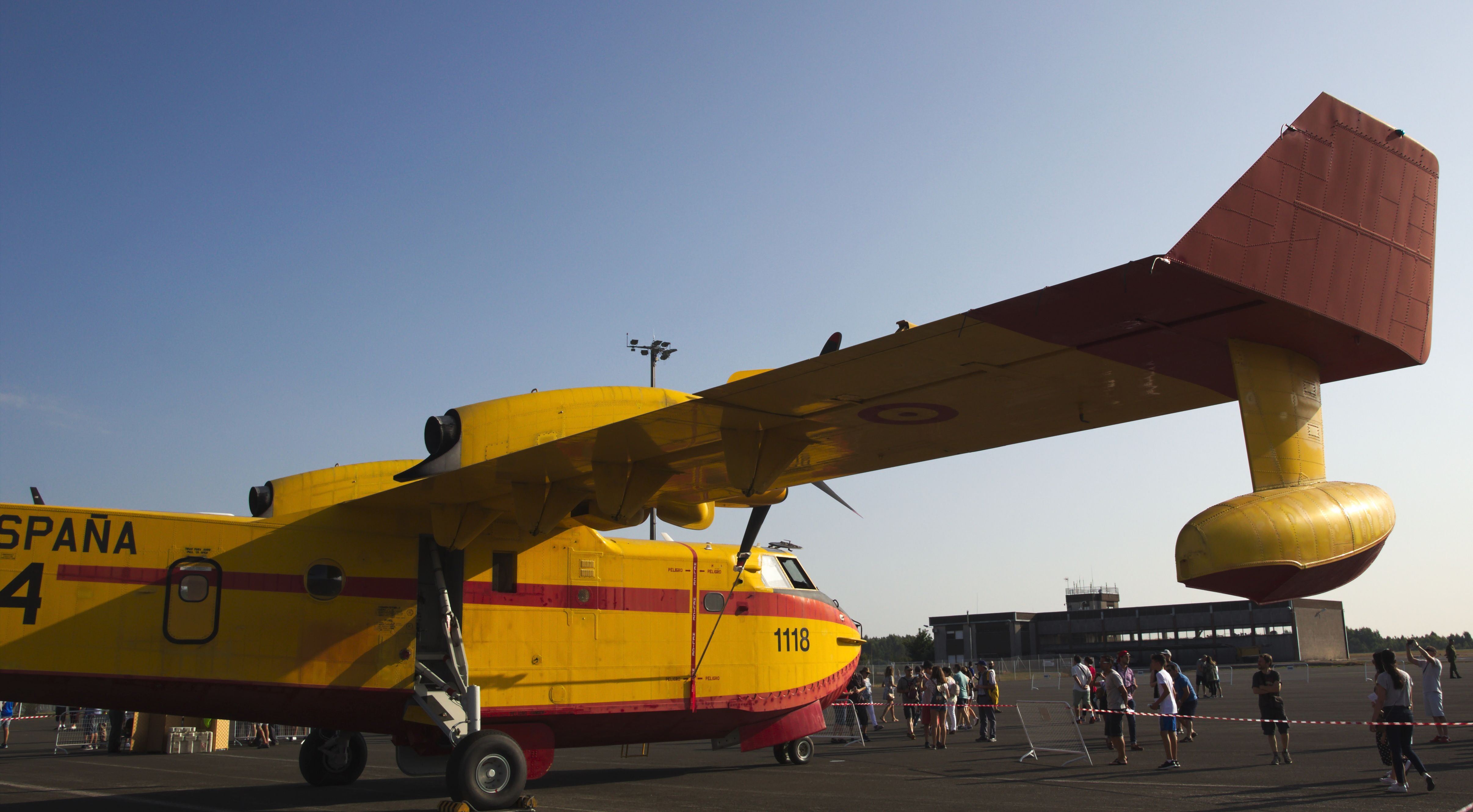
Flotteur.

### Poste de pilotage
Le poste de pilotage est biplace. Il est d'une ergonomie très traditionnelle, entièrement à base d'instruments électromécaniques. La turbinisation avec la version CL-215T ne s'est pas accompagnée de changements majeurs à ce niveau. Ce n'est qu'à l'occasion de la modernisation CL-415EAF, lancée en 2019, que certaines cellules de CL-215 reçoivent un poste de pilotage très moderne, utilisant un ensemble avionique de Collins Aerospace. Cette modernisation comprend de nouveaux systèmes d'aide au pilotage, comme un système d'avertissement et d'alarme d'impact. Elle facilite aussi la transition vers le bombardier d'eau de pilotes formés sur des appareils plus récents,.

### Intérieur, réservoirs et équipement
En arrière du cockpit, se trouve une cabine relativement spacieuse, et généralement assez vide, de 9,40 m de long par 2,40 m de large. L'avion possède un petit moteur pour alimenter ses systèmes lorsqu'il est au sol. La capacité d'eau est de 5,5 mètres cubes. Les réservoirs d'eau se situent en majeure partie sous le plancher de la cabine. Ils se remplissent (écopage) par les ouvertures sur la coque. Une partie des réservoirs se situe au niveau de la cabine, et à leur sommet deux trop-pleins évacuent l'excès d'eau par les côtés du fuselage. Les réservoirs sont positionnés de façon que leur centre de gravité soit confondu avec celui de l'avion ; ainsi, l'appareil n'est pas déséquilibré lorsqu'il remplit ses réservoirs ou les vide.
Les réservoirs d'eau sont toujours vides lorsque l'avion est stationné, même en alerte maximale. Cela évite de trop solliciter le train et permet de décoller plus rapidement (l'avion étant plus léger). Il doit donc écoper une première fois après son décollage, avant de se rendre sur la zone d'intervention.
Dans la cabine, on trouve un réservoir de retardant, des additifs qui sont mélangés à l'eau au moment du largage. Le retardant comprend principalement du phosphate d'ammonium, dont l'action chimique modifie superficiellement la structure de la cellulose de la végétation et augmente sa température d'auto-inflammation, de l'argile ou une gomme d'origine végétale qui agit comme épaississant, et une petite quantité d'oxyde de fer. Ce dernier donne à l'eau larguée sur les incendies une vive couleur rouge, ce qui permet d'identifier immédiatement les zones déjà traitées et les autres,.

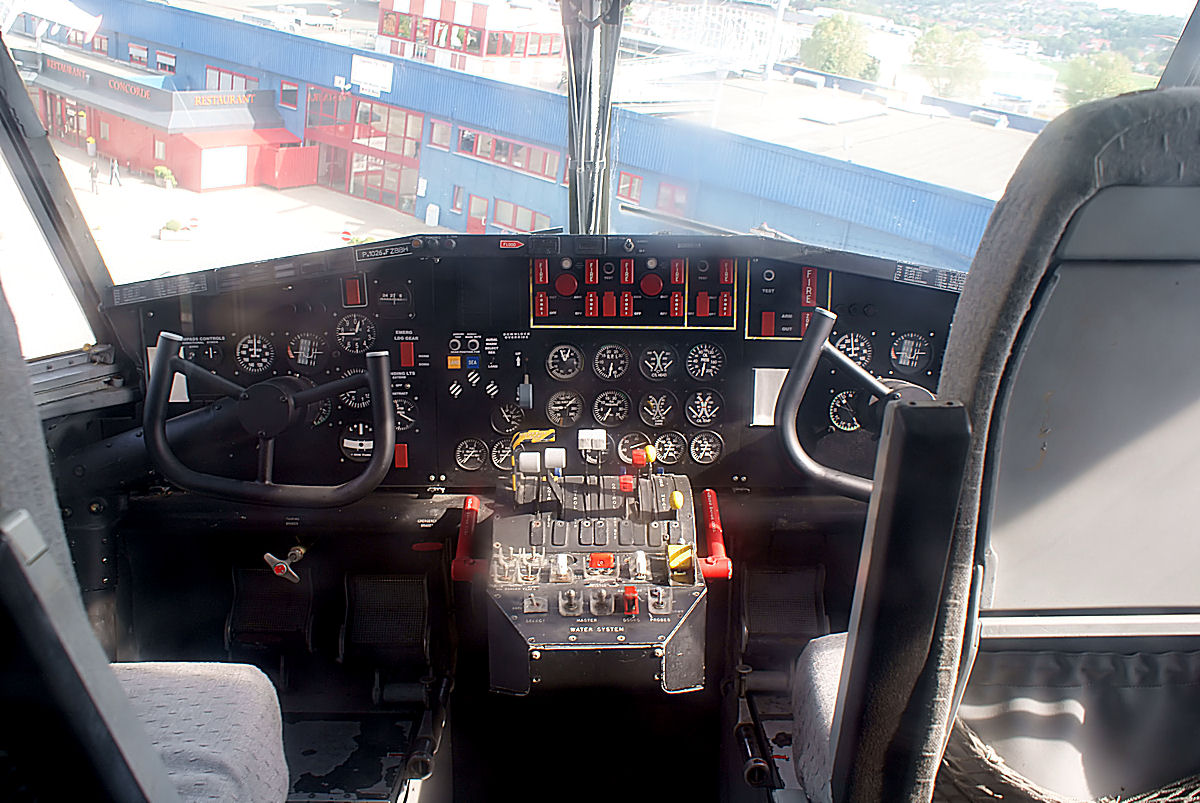
Cockpit.
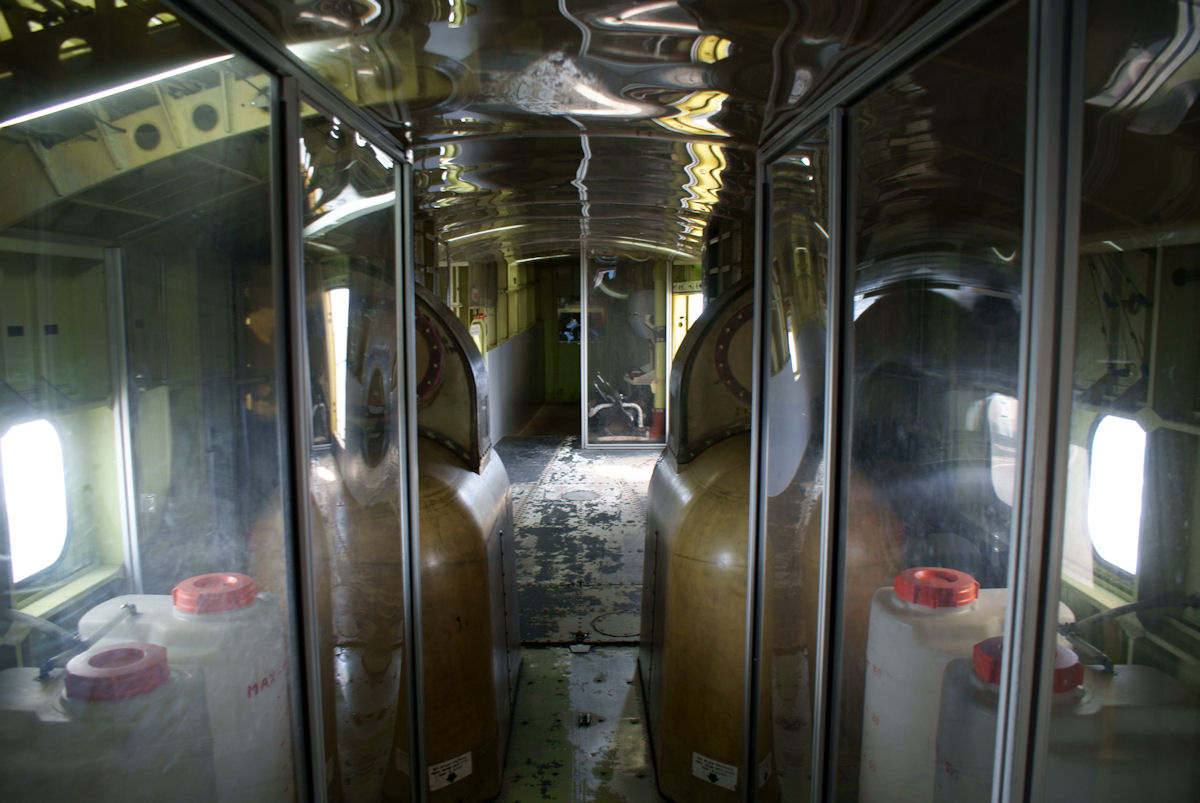
Cabine d'un CL-215 français.
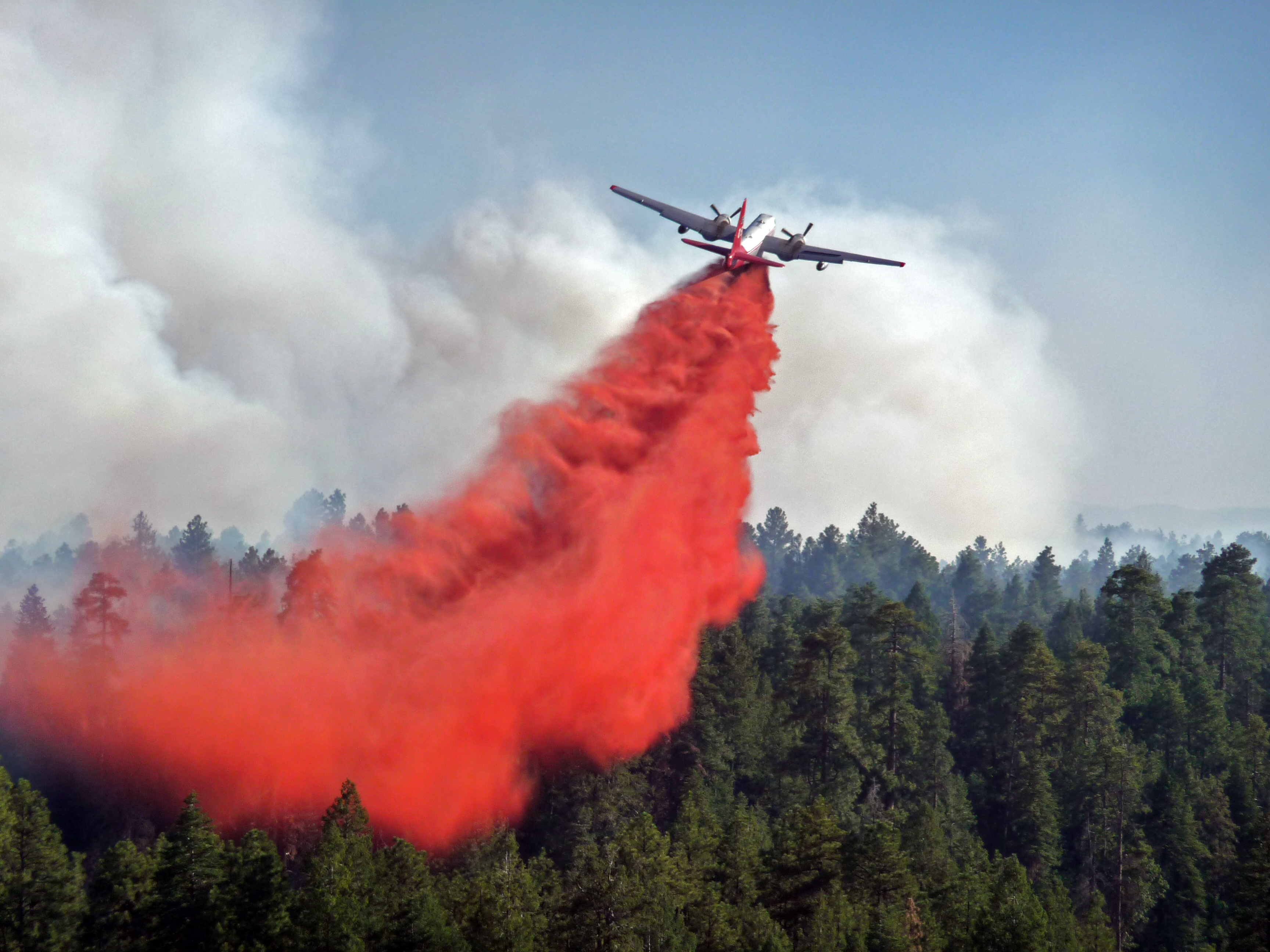
Largage avec retardant.
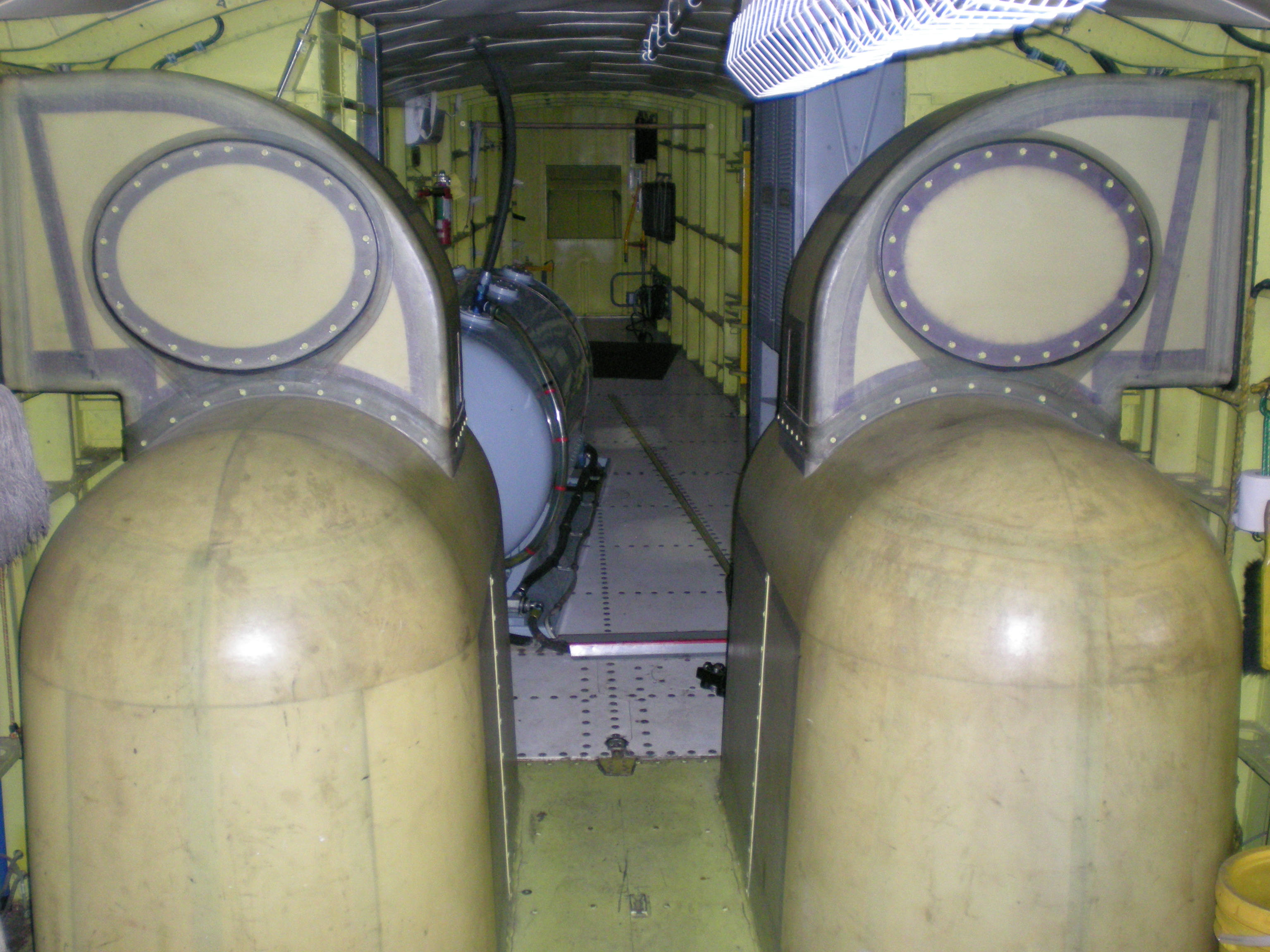
Réservoirs dans la cabine.

### Performances
Un avion bombardier d'eau doit être capable de reprendre de l'altitude rapidement après avoir largué de l'eau dans un relief encaissé, par exemple au fond d'une vallée. Ainsi la vitesse ascensionnelle et la capacité à effectuer une ressource brutale ont été des enjeux importants de la conception du CL-215. La vitesse ascensionnelle de l'avion (débarrassé du poids de l'eau) est ainsi de 5 m/s, ce qui est beaucoup pour un avion utilitaire. Les remotorisations à turbopropulseurs améliorent encore cette performance, approchant les 7 m/s,. La principale mesure des capacités d'un bombardier d'eau est le nombre de rotations qu'il peut effectuer dans une journée entre la zone de l'incendie et le plan d'eau où il s'avitaille. Les CL-215 dépassent souvent les 100 largages par jour. La principale limite à ce nombre est en fait l'endurance des pilotes.

## Versions
CL-215AIl s'agit de la version initiale de l'appareil.
CL-215BCette version comporte des adaptations mineures pour les missions de recherche et de sauvetage, notamment en milieu maritime. La marine thaïlandaise en est l'unique utilisateur.
CL-215CCette version est une adaptation destinée au transport de passagers (jusqu'à 26) et de fret léger. Seulement deux exemplaires ont été construits, pour un client vénézuélien.
CL-215TLa version CL-215T est la désignation des exemplaires remotorisés à partir de 1987 : les moteurs à pistons sont remplacés par des turbopropulseurs PW123AF. Ce changement est motivé par le vieillissement des moteurs R-2800, dont l'entretien devient problématique avec le temps, et par la disponibilité de l'essence aviation 100LL qui se réduit. La version bénéficie aussi d'une modification des gouvernes de queue, ainsi que de la modernisation du poste de pilotage et de l'avionique (17 CL-215 modifiés, 2 au Québec et 15 en Espagne). Les derniers exemplaires produits pour l'Espagne seront directement construits au standard CL-215T. Cette version devait initialement devenir le standard des nouveaux appareils produits. Toutefois, compte tenu du nombre important de modifications apportées et des améliorations demandées par ses principaux clients, Bombardier préféra développer une nouvelle version, le Canadair CL-415.
CL-415EAFLe CL-415EAF (pour (en) Enhanced Aerial Firefighter) est une modernisation profonde du Canadair CL-215 ayant peu d'heures de vol. Il reprend une partie des standards et des fonctions du Canadair CL-415 (winglets, finlets, masse opérationnelle améliorée, capacité d'emport d'eau accrue et possibilité d'emporter du retardant), ainsi que d'une nouvelle avionique modernisée et un système d'air conditionné en poste de pilotage. Lancés en mai 2018, les premiers exemplaires ont été livrés en 2020.

## Carrière opérationnelle

### Canada
Plusieurs entités différentes ont fait usage de CL-215 au Canada. Le ministère de l'environnement du Saskatchewan commande en 2016 à la société Cascade Aerospace, basée à Abbotsford, la conversion de cinq CL-215 (quatre déjà présents dans sa flotte, un racheté à Conair) en CL-215T.

#### Service Aérien Gouvernemental (Québec)
La SAG est une agence gouvernementale québécoise, opérateur d'aéronefs utiles aux services publics, comme les hélicoptères de transport sanitaire. Elle reçoit ses premiers CL-215 à partir de 1972, au nombre de 15, dans le cadre de la commande initiale (qui a été réduite, elle portait initialement sur 20 appareils), puis deux financés au niveau fédéral. Par la suite, certains sont convertis en CL-215T, d'autres sont revendus à d'autres pays. La flotte est ensuite complétée par des CL-415. En 2023, six CL-215, dont deux turbinisés, restent opérationnels,.
Dans les années 1980, les CL-215 québécois ont également été utilisés dans des pulvérisations aériennes de pesticides, pour lutter contre un insecte invasif, la tordeuse des bourgeons de l'épinette.

#### Ministère de l'environnement de la Saskatchewan
Cette entité publique a acheté un total de six CL-215 : deux livrés en 1969 et faisant partie des tout premiers avions livrés, avec les numéros de série 1003 et 1009, et quatre autres en 1986 (1093, 1094, 1100, 1101). Leur base opérationnelle est située à La Ronge, dans le centre de la Province, en bordure du lac du même nom. Cinq de ces appareils ont été portés au standard CL-215T au cours des années 2010.

#### Province de l'Alberta
Quatre CL-215 ont été achetés par l'Alberta, et livrés en 1985 et 1986, portant les numéros de série 1085, 1086, 1098 et 1099. Tous ont été portés au standard CL-215T. Leur mise en œuvre opérationnelle est confiée à des sociétés privées, d'abord Air Spray (qui possède trois appareils supplémentaires en propre) puis Conair Aviation,.

### États-Unis
Un appareil provenant du Québec, n° de série 1008, est acheté d'occasion par l'État de Caroline du Nord. Il équipe sa division des ressources forestières jusqu'en 2008, date où il est mis en vente sur la plate-forme eBay, et racheté par Buffalo Airways.
Également aux États-Unis, la société Aero Flite, basée dans l'Arizona, achète en 1993 trois CL-215 appartenant jusque-là à l'Ontario, et les utilise dans plusieurs États américains.

### Espagne
L'Espagne loue deux premiers Canadair à partir de 1970, puis les achète et fait l'acquisition de 8 exemplaires supplémentaires, avec quelques modifications, en 1973. Ces avions sont payés en vin : du vin espagnol est livré pendant 8 ans à la Société des alcools du Québec, et le produit de leur vente au Québec sert à rémunérer Canadair. C'est l'occasion pour le vin espagnol de se faire une place sur le marché canadien, qu'il a conservée depuis,.
Outre leur rôle de bombardier d'eau, les CL-215 ont une mission secondaire de recherche et sauvetage en mer. En 1973 est constitué, pour être l'opérateur de ces appareils, le 404e escadron de l'Ejército del Aire, basé à Torrejón. En 1978, alors que trois avions ont été perdus, sept CL-215 supplémentaires sont commandés. En 1980, le 404e escadron devient le 43e groupe (es), formé de deux escadrons (431 et 432),,.

### France
La sécurité civile fait acquisition de 15 CL-215 à partir de 1969. Leur base opérationnelle se trouve à Marignane et leur indicatif est Pélican. Quatre sont perdus dans des accidents. Les autres sont utilisés jusqu'aux années 1990, avant d'être remplacés par 12 nouveaux CL-415. Les derniers CL-215 sont retirés du service en 1996. Du fait de ce retrait relativement précoce, les CL-215 français n'ont pas été portés au standard CL-215T. Ces appareils ont acquis une telle notoriété que le mot « Canadair » a été lexicalisé, en France, dans le sens de « bombardier d'eau ». Les pilotes de Canadair, en France, sont souvent des pilotes expérimentés ayant fait la première partie de leur carrière dans l'Armée de l'Air ou, plus souvent, dans l'Aéronavale.

### Italie
En Italie, la société privée Sorem (Societa Ricerche Esperienze Meteorologiche) est opérateur des Canadair pour le compte de la sécurité civile. Elle possède sa propre flotte de CL-215, ces appareils sont également souvent déployés dans d'autres pays.

### Grèce
Les bombardiers d'eau de ce pays sont intégrés à la Force aérienne grecque. 20 CL-215 ont été livrés à ce pays de 1970 à 1990. En 2023, les exemplaires encore opérationnels sont utilisés par l'escadron 383 « Proteas », de l'Escadre de combat 112, basé à Éleusis. Ils ont été remotorisés avec PW123,.

### Thaïlande
La Thaïlande fait l'acquisition de deux CL-215 en 1978. Leur opérateur est la marine. Ces deux avions, reconnaissables à leur livrée noire et blanche, n'ont jamais été équipés pour le largage d'eau : leur mission est la recherche et secours en mer, dans le golfe de Thaïlande. Ils sont cloués au sol au début des années 2000, faute d'entretien suffisant. En 2013, l'un des avions, portant le numéro de série 2013, est remis en service, l'autre (2014) étant cannibalisé pour fournir des pièces. Le 2014 n'a pas fait l'objet de conversion CL-215T, il vole toujours avec ses moteurs en étoile.

### Maroc
Le Maroc fait l'acquisition en septembre 2021 de trois CL-215 d'occasion. Ce sont des appareils qui ont appartenu à l'Ontario, puis à la société américaine Aero Flite. Ils sont revenus chez Viking Air pour une profonde modernisation au standard CL-415EAF, avant d'être livrés au Maroc. Ils viennent compléter les cinq CL-415 déjà utilisés par les Forces royales air,.

### Venezuela
Ferrominera del Orinoco est le seul acheteur de la version CL-215C de transport, avec deux exemplaires livrés en 1979. Configurables pour 26 passagers ou pour une charge fret, ces avions sont utilisés pour les besoins de cette compagnie minière. L'un de ces avions s'écrase en 1989 pendant un vol de formation.

Livrées des CL-215
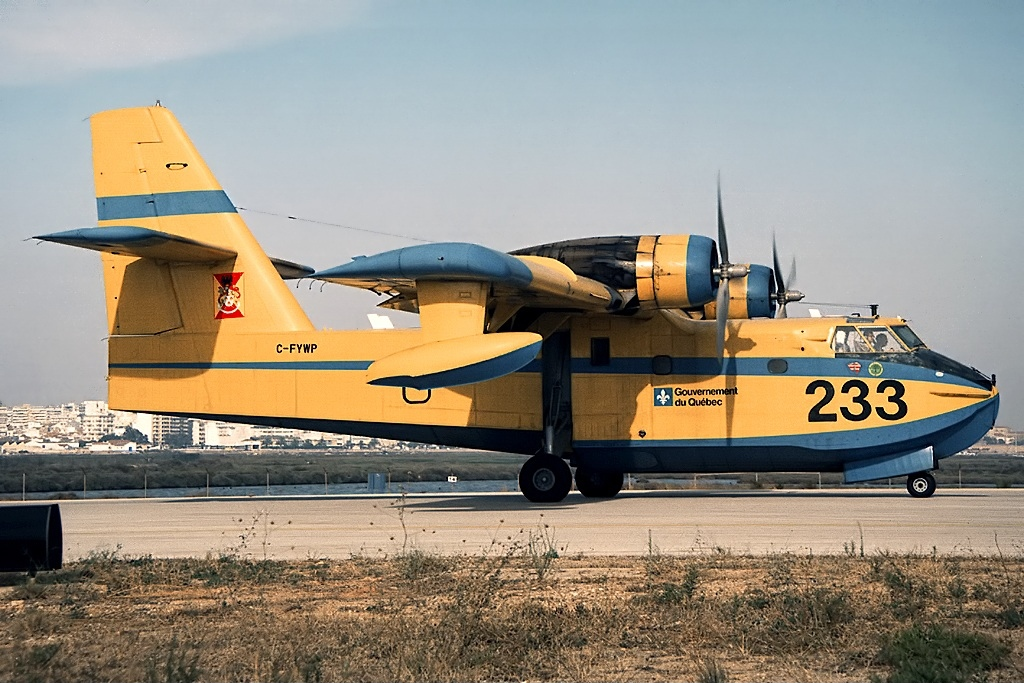
Québec Service aérien gouvernemental : jaune et bleu.
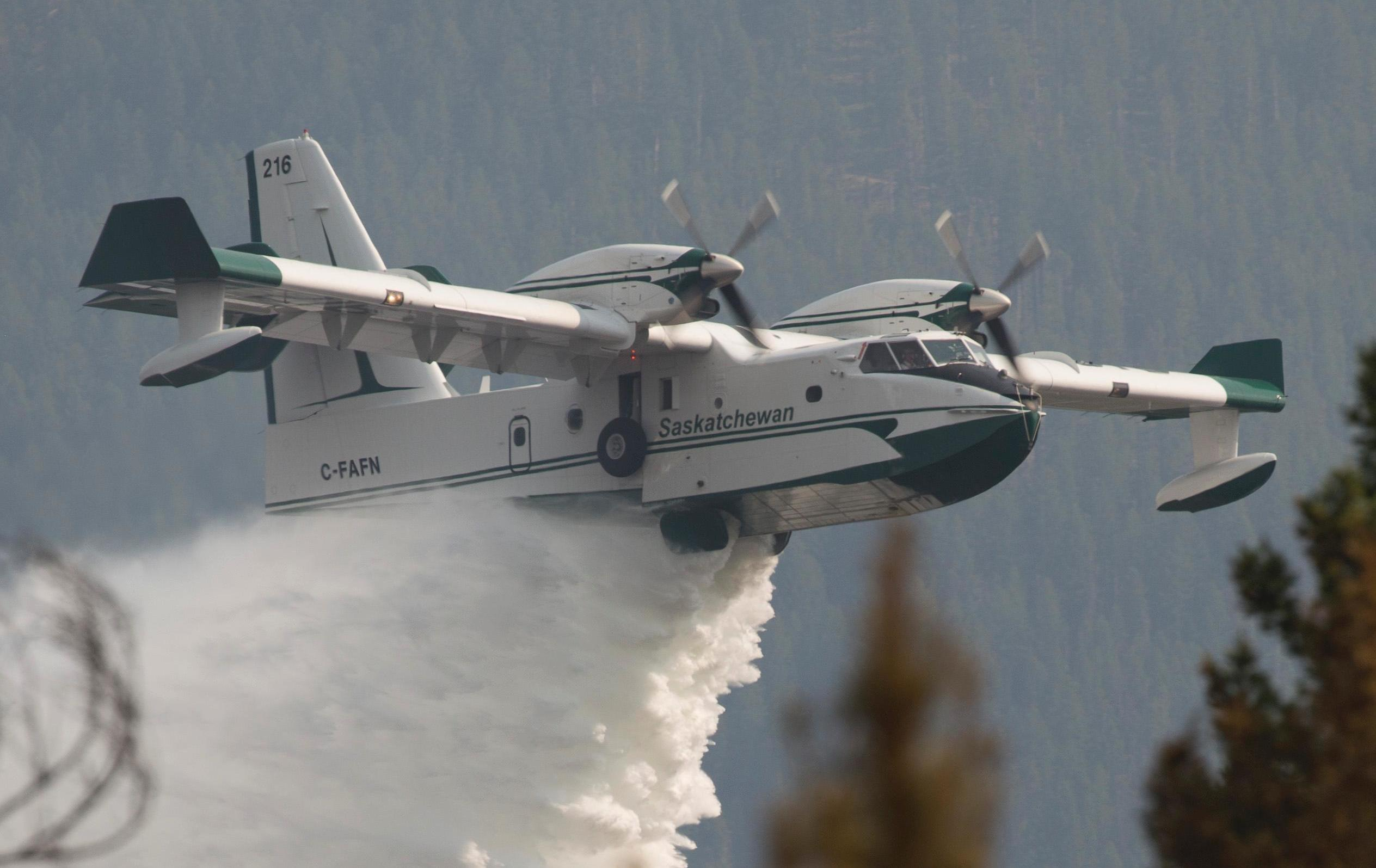
Ministère de l'environnement de la Saskatchewan : blanc et vert.
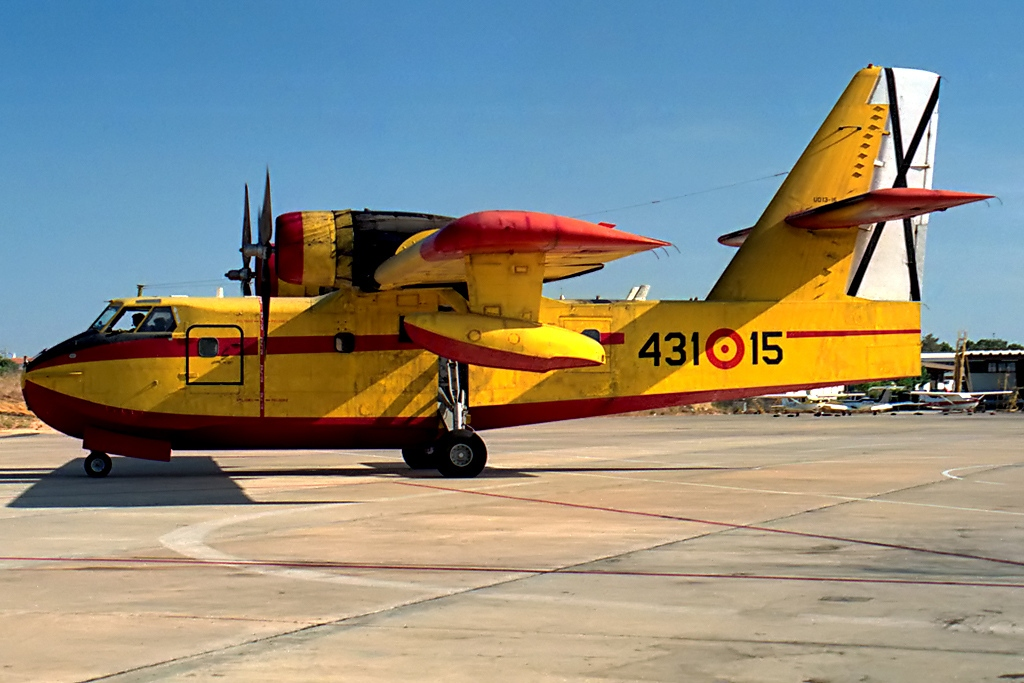
Armée de l'air espagnole : jaune et rouge.
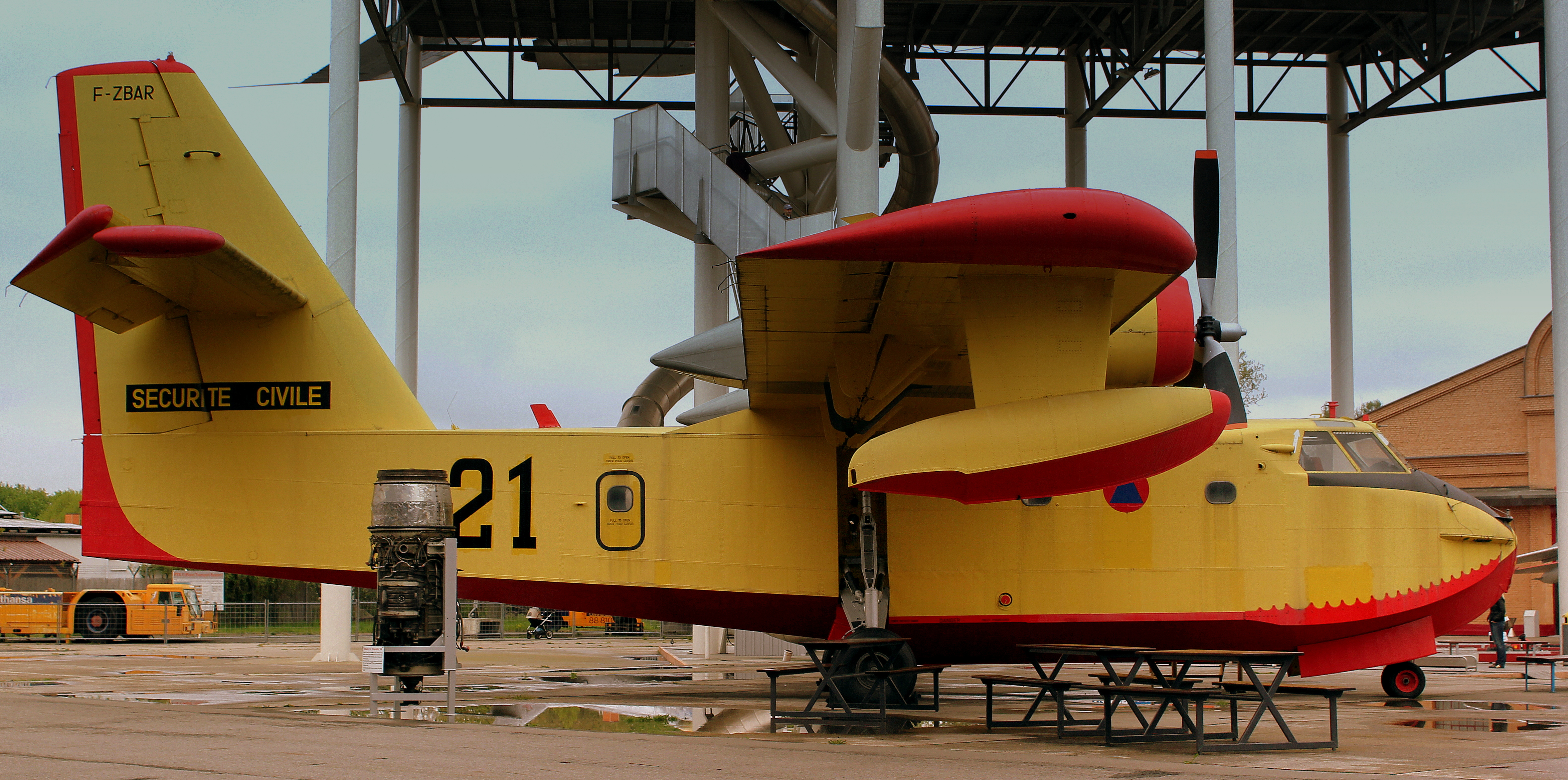
Sécurité civile (France) : jaune et rouge
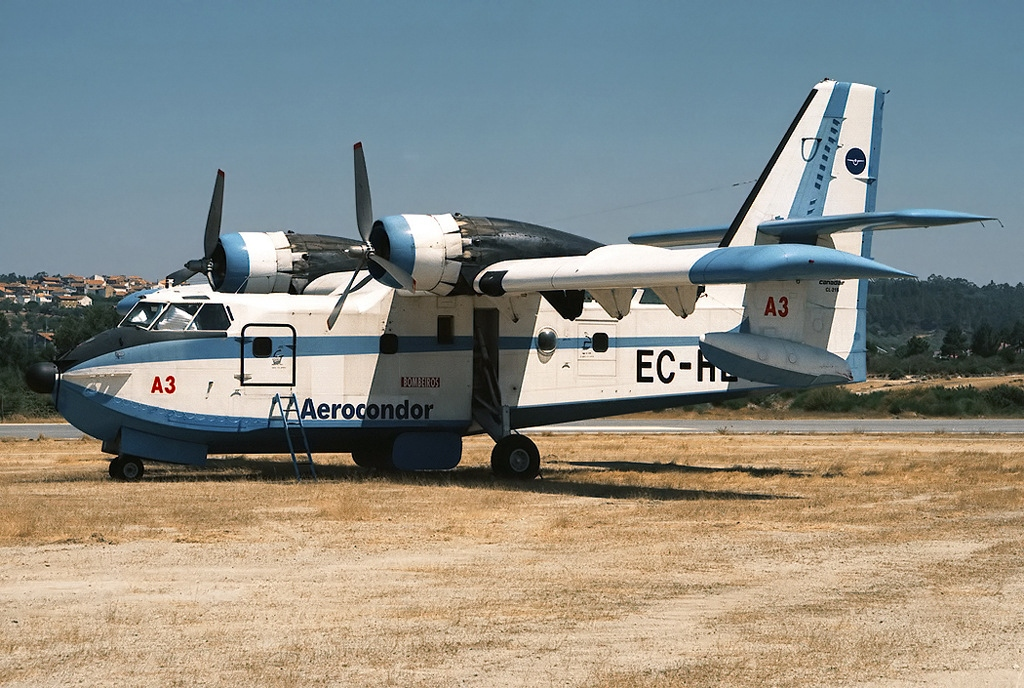
CEGISA (Portugal) : blanc et bleu.
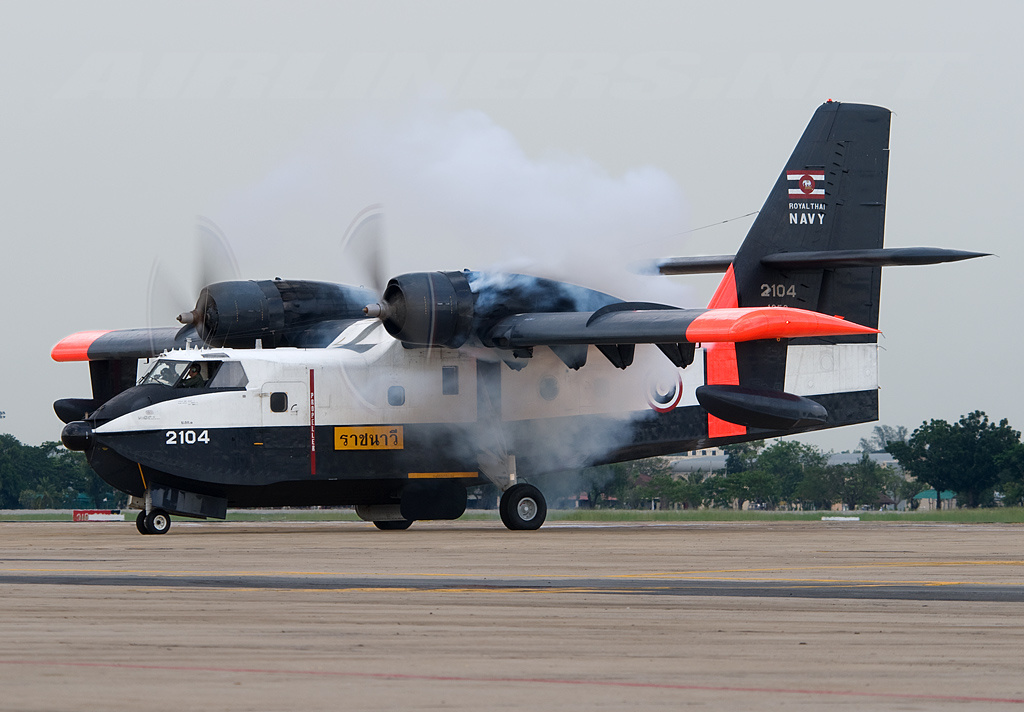
Marine thaïlandaise : blanc et noir

## Accidentologie
La mission d'un bombardier d'eau est par nature très dangereuse : les avions doivent évoluer au plus près du sol, tout en affrontant les turbulences créées par les incendies. C'est une des missions les plus risquées dans l'aviation en temps de paix. Trente CL-215 ont été perdus dans des accidents et, dans dix-neuf cas, l'accident a fait au moins un mort.
Le taux d'attrition élevé de ces avions, le vieillissement de la flotte, la fréquence croissante des incendies de forêt, et l'absence de nouvelle production, conduisent, dans les années 2020, à un manque chronique de bombardiers d'eau dans de nombreux pays,.

## Avions visibles en exposition
Sept CL-215 sont exposés et visibles du public.
| Numéro de série | Anciens(s) Utilisateur(s) | Immatriculation(s) | Musée, pays                                                                   | Photo |
| --------------- | ------------------------- | ------------------ | ----------------------------------------------------------------------------- | ----- |
| 1005            | Sécurité Civile (Fr)      | CP-PQJ-XF          | Musée historique de l'hydraviation, Biscarosse, France.                       |       |
| 1010            | Armée de l'air espagnole  | UD-13.01           | Musée de l'aéronautique et astronautique d'Espagne, Madrid, Espagne.          |       |
| 1021            | Sécurité Civile (Fr)      | F-ZBAR             | Musée des Techniques de Spire, Rhénanie-Palatinat, Allemagne.                 |       |
| 1023            | Sécurité Civile (Fr)      | F-ZBAY             | Musée de l'Air et de l'Espace, Le Bourget, France.                            |       |
| 1026            | Sécurité Civile (Fr)      | F-ZBBH             | Musée automobile et technologique de Sinsheim, Bade-Wurtemberg, Allemagne.    |       |
| 1040            | Sécurité Civile (Fr)      | F-ZBBT             | Canadian Bushplane Heritage Centre (en), Sault-Sainte-Marie, Ontario, Canada. |       |
| 1059            | Marine Thaïlandaise       | 2205               | Musée de l'aviation navale, Aéroport de Pattaya-U-Tapao, Thaïlande.           |       |